# Marguerite Bodin
Marguerite Bodin, née le 3 juillet 1869 à Appoigny et décédée le 21 janvier 1940 au Cannet, est une institutrice, syndicaliste et féministe française.

## Biographie

### Vie privée
Marguerite Bodin naît le 3 juillet 1869 à Appoigny. Originaire de l’Yonne, elle est la fille d’un maréchal expert, Alphonse Bodin, et d’Athénaïse Saget. Membre du premier contingent d’institutrices laïques normaliennes (formée à Auxerre), elle travaille comme institutrice à Appoigny de 1897 à 1900, où sa famille réside alors. En 1902, elle s’installe à Bazarnes.
Marguerite Bodin se marie avec Léon Victor Goupy le 11 avril 1906 à Versailles. En 1907, elle devient directrice d'une école maternelle en Seine-et-Oise. Vers 1920, elle réclame le statut de veuve de guerre à la suite du décès de son mari, probablement au champ d’honneur (elle lui dédie un poème écrit en prose de 1915 à 1918, Les Psaumes d'amour). En 1919, elle est admis à la Société des gens de lettres. Elle s’installe au domicile de ses parents, 7 rue des Solitaires à Paris, avant de quitter la capitale en 1926, afin de rejoindre Savigny-sur-Orge en profitant régulièrement de longs séjours à Appoigny.
Marguerite Bodin décède le 21 janvier 1940 au Cannet, comme le mentionne une lettre revenue à la Société des gens de lettres.

## Enseignement
Marguerite Bodin est passionnée de pédagogie. Elle défend ardemment ses opinions laïques et féministes. En 1922, elle publie l’ouvrage L’Institutrice, dans lequel elle décrit notamment les inégalités d’enseignement des programmes scolaires entre les sexes,.
En 1905 à Liège et en 1910 à Paris, elle représente la France aux deux premiers congrès internationaux des fédérations d'instituteurs.
Elle collabore à la revue Les Petits Bonshommes, et est également l’auteure d’autres ouvrages, dont Les Surprises de l'école mixte (1905) et Lecture intelligente, nouvelle méthode de lecture : écriture, dessin, langage, jeux, devinettes édité en 1911,, ainsi que Les Contes bleus et roses en 1921 et 1922.
Elle rédige également dans la Revue de l'enseignement primaire et primaire supérieur et publie en 1929 le manuel de cours préparatoire Jacques et Zette.

## Militantisme politique
Marguerite Bodin est conseillère départementale dans l'Yonne.
Elle est reconnue comme l’une des premières militantes du mouvement socialiste. En 1901, elle participe aux congrès des Amicales de Bordeaux. Elle y présente une motion sur le pacifisme à l’école, et préconise de ne plus limiter l’apprentissage de l’histoire aux grandes batailles, mais d’étendre les savoirs au développement des civilisations, tout en luttant contre le chauvinisme, et en défendant l’enseignement du respect du droit.
En 1902, elle fonde la Société d'éducation pacifiste avec Madeleine Carlier.
En août 1905, lors du second congrès organisé à Lille, Marguerite Bodin se prononce pour la coéducation. En août 1907 à Clermont, elle contribue à la tenue d’une réunion d’esprit entre militants syndicalistes.

## Engagement féministe
En 1901, elle remporte un concours franco-belge ayant pour thème féministe De l'injustice des deux morales sexuelles.
Militante engagée pour les droits des femmes, Marguerite Bodin participe activement à la constitution de la fédération des Groupes féministes universitaires (GFU), et cela dès le congrès de Lille en 1905.